# Columbia University Press

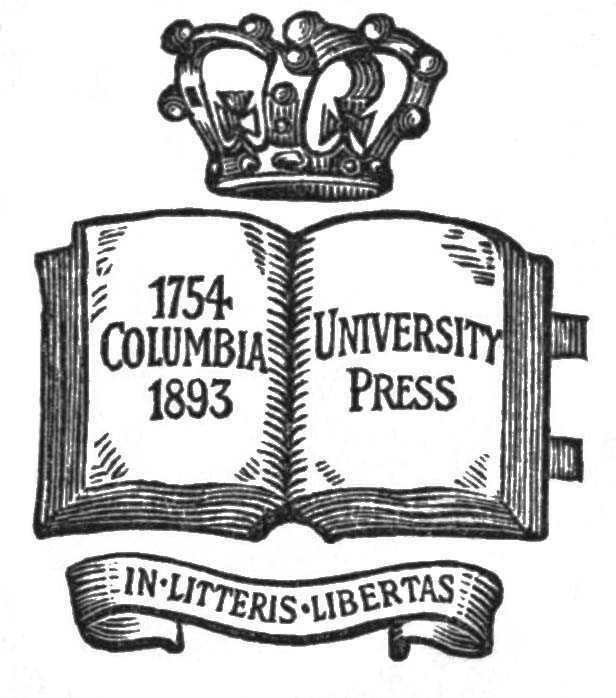
Un dels primers logos de Columbia University Press

Columbia University Press és una editorial universitària amb seu a la ciutat de Nova York i afiliada a la Universitat de Colúmbia. Actualment està dirigida per Jennifer Crewe (2014-present) i publica títols en humanitats i ciències, incloent els àmbits dels estudis literaris i culturals, història, treball social, sociologia, religió, pel·lícules i estudis internacionals.
Fundada el 1893, Columbia University Press és coneguda per publicar treballs de referència, com ara The Columbia Encyclopedia (1935–present), The Columbia Granger's Index to Poetry (en línia com a The Columbia World of Poetry Online) i The Columbia Gazetteer of the World (també en línia) i per la publicació de música.
El 2011, Columbia University Press va comprar l'editorial britànica Wallflower Press.